# Lexington Avenue – 53rd Street
Lexington Avenue – 53rd Street – stacja metra nowojorskiego, na linii E i M. Znajduje się w dzielnicy Manhattan, w Nowym Jorku i zlokalizowana jest pomiędzy stacjami Court Square – 23rd Street i Fifth Avenue / 53rd Street. Została otwarta 19 sierpnia 1933.